# Anthrenus minutus
Anthrenus minutus là một loài bọ cánh cứng trong họ Dermestidae. Loài này được Erichson miêu tả khoa học năm 1848.